# Teorema de los cinco circulos

En geometría, el teorema de los cinco círculos afirma que, dados cinco círculos cuyos centros están en un sexto círculo, si además cada círculo de los primeros corta a sus vecinos sobre el sexto, las líneas que unen sus segundos puntos de intersección forman un pentagrama cuyas puntas se encuentran en los propios círculos.